# Pulverturm (Meschede)

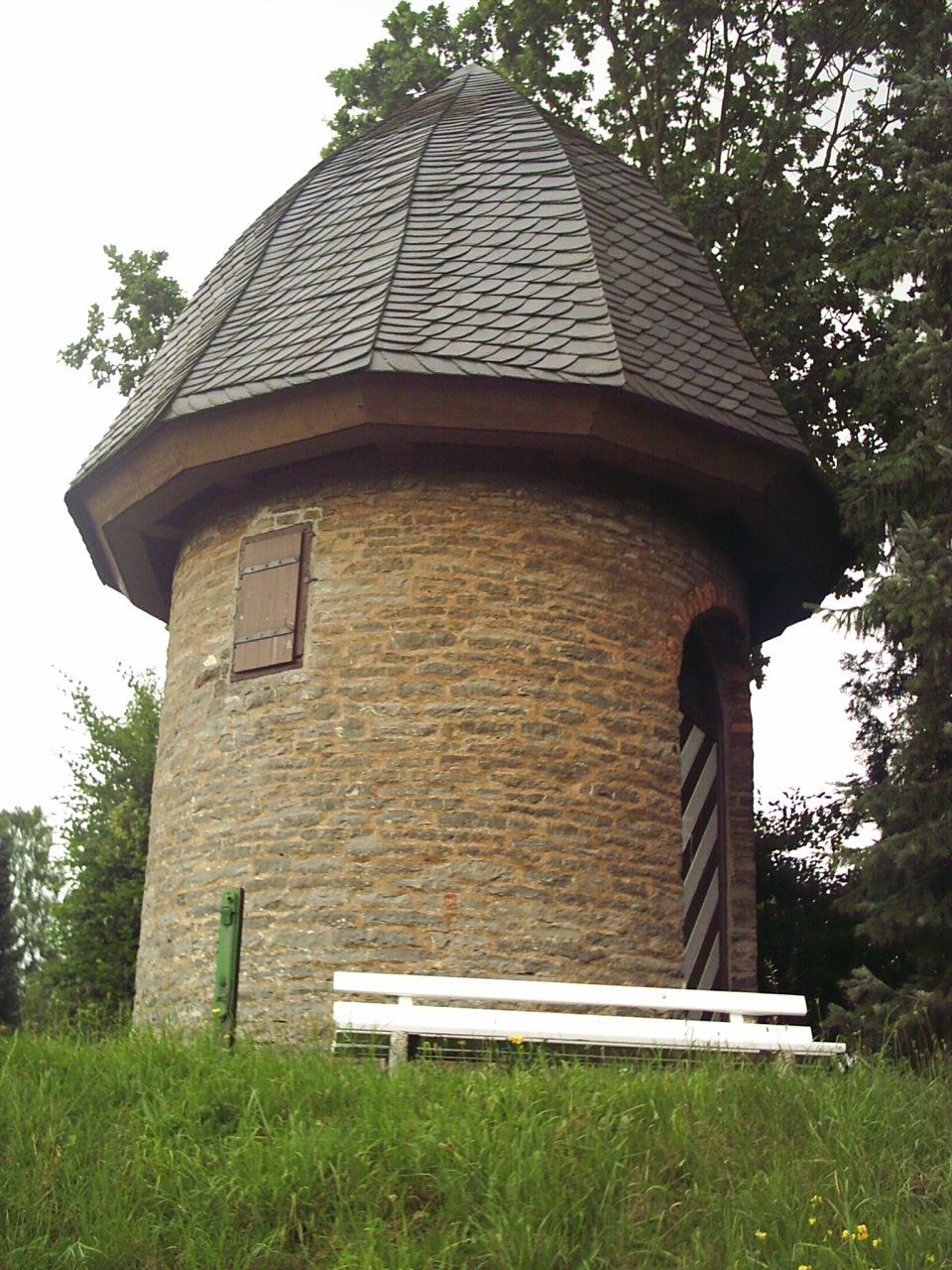
Pulverturm

Der Pulverturm in Meschede wurde 1825 errichtet. Als Pulverturm wurde er von einem Bataillon der preußischen Landwehr, das in Meschede von 1820 bis 1860 stationiert war, zur Lagerung von Schießpulver genutzt.